# Oneški petroglifi
Oneški petroglifi so skalni spomeniki monumentalne likovne umetnosti primitivne dobe (petroglif) v regiji Pudož v Kareliji, na vzhodni obali Oneškega jezera. Izvirajo v 4.-3. tisočletja pred našim štetjem.

## Odkritje
Prve karelijske skalne rezbarije je leta 1848 odkril kustos Mineraloškega muzeja v Sankt Peterburgu Konstantin Grevingk v bližini mesta Besov na obali Oneškega jezera. Na začetku 20. stoletja je petroglife preučeval švedski raziskovalec Gustaf Hallström.

## Opis
Petroglifi so raztreseni v razpršenih skupinah na skalah polotoka Besov Nos, rtih Kladovec, Gagažiy, Peri Nos in na otoku Guri, pa tudi na Karecki Nos in na polotoku Kočkovnavolok blizu vasi Šalski.
Na splošno Oneški petroglifi pokrivajo odsek obale jezera, dolg 20,5 km in vključujejo 24 skupin, vključno s približno 1100 figurami in znaki. Več kot polovica slik je osredotočena na rtih - Peri Nos, Besov Nos in Kladovec. Poleg krožnih in polmesečevih znamenj z žarki najdemo antropomorfne figure, včasih z glavami losa, volkov, podobe tako imenovanih »šamanskih palic« in še kaj. Skoraj polovica vseh petroglifov v Oneškem jezeru predstavlja labode, gosi in vodne ptice. Človeških prizorov je malo. Prizori lova na kite beluge, ki so kdaj naseljevali jezero, so redki. Vsebina različnih skupin petroglifov se včasih razlikuje, kar verjetno ne pomeni le razlike med starostjo skupin, temveč tudi spremembe v človeški misli v neolitiku. Velikosti figur dosegajo 4 m.
Konec avgusta, s konca rta Besov Nos, včasih vidimo kot velik rdečkast globus Sonca, ki postopno zahaja, na nasprotni strani pa vzhaja svetla, velika in polna Luna. Morda so podobni pojavi, ki jih je opazil že starodavni človek, služili kot spodbuda za izrezovanje krožnih in polmesečastih oblik v skale, ki jih mnogi znanstveniki štejejo za simbolne podobe Sonca in Lune.
Ko je Sonce na obzorju, petroglifi takoj "izginejo": vidite popolnoma čisto in brez življenja kamnito površino. Ta pojav, ki so ga znanstveniki poimenovali »učinek prazgodovinske kinematografije«, navduši tudi današnjega človeka.
Petroglifi so vklesani na nežnih obalnih skalah do globine od 1 do 4 mm in so na višini do 2,5 metra od vodnega roba. Razporeditev figur je prosto usmerjena.
Posebej omembe vredna je skupina petroglifov Hudičeve glave, kjer so tri vzporedne figure: hudič, vidra (ali lagarto) in torpedo (ali navadni lotos). Veljajo za najstarejše risbe, ki so takrat spodbudile vso ustvarjalno dejavnost na območju Oneškega jezera. Po legendi so menihi samostana Murom okoli 15. stoletja izklesali krščanski križ na podobo triade – »da bi nevtralizirali zle duhove«.
Leta 2018 je Rusija predlagala Oneške petroglife za uvrstitev na seznam Unescove svetovne dediščine. Julija 2021 je bilo na 44. zasedanju Unescovega odbora za svetovno dediščino sklenjeno, da jih (skupaj z Belomorskimi petroglifi) uvrstijo na ta seznam.

## Raziskovalci petroglifov
- Grevingk, Konstantin Ivanovič (1819-1887) - geolog in arheolog, profesor na univerzi Dorpat
- Hallstrom Gustaf (1880-1962) - arheolog, profesor na univerzah Stockholm in Uppsala
- Brjusov, Aleksander Jakovlevič (1885-1966) - ruski in sovjetski arheolog
- Ravdonikas, Vladislav Iosifovich (1894-1976) - specialist za študij antične monumentalne umetnosti, dopisni član Akademija znanosti ZSSR
- Linevskiy, Aleksander Mihajlovič (1922-1985) - pisatelj, zgodovinar, arheolog, etnograf in folklorist
- Tesar, Abram Davidovič (1921-2014) - profesor, vodja Oddelek za arheologijo Leningrajske državne univerze
- Laushkin, Konstantin Demjanovič (1922-1994)
- Pankrušev, Grigorij Aleksandrovič (1920-1990) - sovjetski arheolog-raziskovalec, dr. zgodovinskih znanosti
- Klimov, Rostislav Borisovič (1928-2000) - umetnostni zgodovinar, eden od avtorjev več zvezkov Splošne zgodovine umetnosti
- Savvateev, Jurij Aleksandrovič (rojen 1936) - doktor zgodovine. sci., direktor Inštituta za jezik, književnost in zgodovino KarRC RAS
- Lobanova, Nadežda Valentinovna (roj. 1953) - dr. zgodovinskih znanosti
- Žulnikov, Aleksander Mihajlovič - Kand. zgodovinskih znanosti